# Johann Jacob Reichard

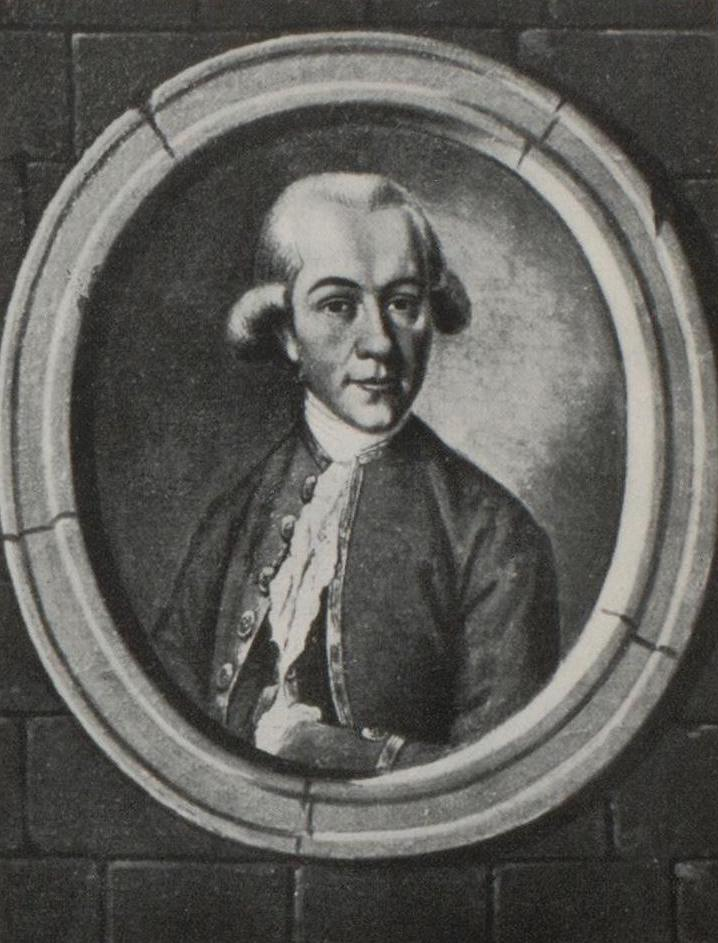
Johann Jacob Reichard

Johann Jacob Reichard (* 7. August 1743 in Frankfurt am Main; † 21. Januar 1782 ebenda) war ein deutscher Arzt und Botaniker. Sein offizielles botanisches Autorenkürzel lautet „Reichard“.

## Leben
Reichard, der Ältere eines Zwillingspaares, dessen Vater Bürgerkapitän und Schönfärber in Frankfurt war, studierte ab 1764 Medizin, Naturwissenschaften und Philosophie in Göttingen und insbesondere Botanik bei Johann Andreas Murray und wurde 1768 promoviert. Er war niedergelassener Arzt in Frankfurt und ab 1773 Stiftsarzt der Senckenberg-Stiftung und beaufsichtigte deren Bibliothek und Botanischen Garten. Ab 1779 war er Arzt am neu eröffneten Bürgerhospital in Frankfurt. Dabei hielt er auch Vorlesungen über Botanik und Materia Medica für Mediziner und Apotheker (verbunden mit Exkursionen). Zuletzt war er durch Tuberkulose behindert; er starb im Alter von 38 Jahren.
Er veröffentlichte eine zweibändige Flora seiner Heimat Frankfurt, die außer den Gefäßpflanzen auch die Kryptogamen und Pilze behandelte. Reichard veröffentlichte auch ein Pflanzenverzeichnis des Senckenbergischen Botanischen Gartens. Er vermachte der Senckenbergischen Stiftung 4000 Gulden, mit der botanische Werke angeschafft werden sollten.
1780 gründete er das Medizinische Wochenblatt für Aerzte, Wundārzte und Apotheker.

## Ehrungen
1775 wurde er Mitglied der Leopoldina. Die Korbblütler-Gattung Reichardia ROTH 1787 wurde ihm zu Ehren benannt.

## Schriften
- Flora Moeno-Francofurtana, 2 Bände, 1772, Google Books bis 1778 Google Books
- Enumeratio stirpium horti botanici Senkenbergiani, qui Francofurti ad Moenum est, 1782, Digitalisat der UB Frankfurt